# Дархадский диалект монгольского языка
Дархадский диалект монгольского языка (также Дархатский диалект или Дарханский диалект) ― диалект, занимающий промежуточное положение между центральномонгольским и ойратским языками. При этом дархадский диалект иногда рассматривается как близкий к ойратскому или как диалект халхасского языка с чертами ойратского. Тем не менее, похоже, что халхасский язык оказал значительное влияние на дархадский диалект с того момента, как последний был впервые описан советским филологом Г. Д. Санжеевым. В 2000 году на дархадском говорили более 20 тысяч человек. Носители диалекта в основном проживают к западу от озера Хубсугул, а также в сомонах Улаан-Уул и Баянзурхэ в аймаке Хувсгел в Монголии.

## Фонетика и фонология
В отличие от ойратского языка, в дархадском присутствуют фонемы /o/ и /u/, а также дифтонгизированный эквивалент *ai. Тем не менее, монофтонгизированный рефлекс *ai встречается в более старых письменных источниках, и это может свидетельствовать о влиянии халхасского языка на дархадский диалект, например, следующим изменением: *ai > ɛː > ɛe, подобные преобразования произошли и с другими гласными. Возможно, из-за влияния халхасского согласные звуки /n/ и /l/ стали мягкими; принадлежность мягких согласных и гласных переднего ряда к фонемам остаётся под вопросом. В дархадском диалекте сохранился ойратский *ŋn вместо [ŋ], в некоторых случаях *b может превратиться в /m/. В дархадском нет халхасских /ʊ/ и /u/ (за исключением первых слогов), потому что они слились с /ɔ/ и /o/.

## Глагольная система
Изменения слов по категории лица ранее присутствовали в ойратском и бурятском языках, а в настоящее время исчезают из них. Волюнтативы присутствуют в халхасском диалекте вне зависимости от числа (-ja/-ji) и в ойратском и бурятском языках в первом лице единственном числе (-su), например, /ɡaldat͡ʃixa̯ja̯/ («давайте сожжём это») в халхасском и ɔrsu («я войду»), но последняя форма употребляется редко. Бенедиктив -kti чаще всего используется в бурятском языке, к примеру, /taː bide̯ nertæ jawd͡ʒi̯ bɛekti/ («Пожалуйста, пойдём с нами»). Рядом с обычным концессивом -g/-k («Он(а) может») стоит концессив, обозначающий повеление третьему лицу (-/ɡalda̯/). Индикативные спрягаемые глагольные суффиксы представляют собой рефлексы монгольского языка ⟨-nam⟩, ⟨-luγ-a⟩, ⟨-ǰuqui⟩ и ⟨-ba⟩, последний из них используется редко. Также присутствует пятый суффикс /-t͡ʃɔ/, который возможно выражает совершённый аспект; он специфичен для дархадского диалекта (например, /jawult͡ʃɔ/ ― «отправил»). Причастия такие же, как и в монгольском языке. Тем не менее, тщательный сопоставительный анализ этих частей речи не проводился. Конвербы встречаются редко, хотя в наиболее ранних текстах ещё встречался условный конверб /-wa̯s/ (как в бурятском и среднемонгольском) и /-wa̯l/. Кроме того, конвербы могли становиться негативными с помощью рефлекса ⟨ügei⟩, как в бурятском языке. Вместо ⟨-maγča⟩ («так скоро как») используется ⟨-nsar⟩.

## Именная система
Падежная система в дархадском диалекте такая же, как и в халхасском; формы множественного числа на -mud, присущие ойратскому языку, отсутствуют. Местоименные существительные подобны халхасским, но парадигма, включающая экслкюзивное местоимение первого лица множественного числа без именительного падежа засвидетельствована для ранних стадий дархадского (как было в 1930 году в халхасском).